# Trosteaneț, Berejanî
Trosteaneț (în ucraineană Тростянець) este o comună în raionul Berejanî, regiunea Ternopil, Ucraina, formată numai din satul de reședință.

## Demografie
Componența lingvistică a comunei Trosteaneț
     Ucraineană (100%)
Conform recensământului din 2001, toată populația comunei Trosteaneț era vorbitoare de ucraineană (100%).